# Wendell (Idaho)
Wendell – miasto w Stanach Zjednoczonych, w stanie Idaho, w hrabstwie Gooding.